# NGC 1512
NGC 1512 (również PGC 14391) – galaktyka spiralna z poprzeczką (SBa), znajdująca się w gwiazdozbiorze Zegara. Odkrył ją James Dunlop 29 października 1826 roku.

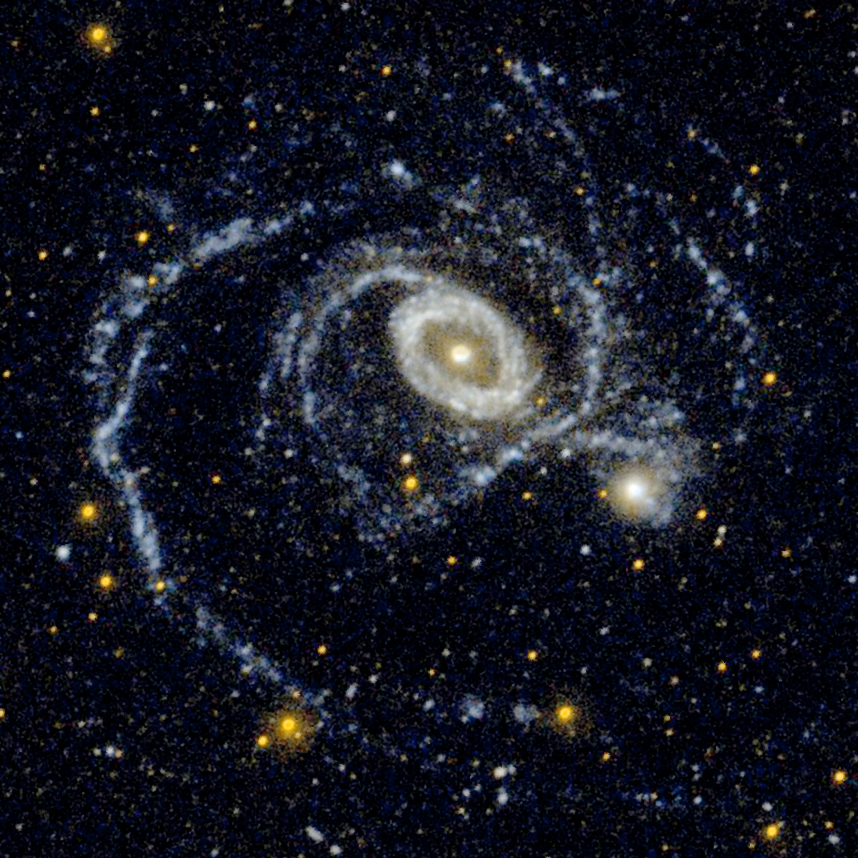
NGC 1512 (duża galaktyka) i NGC 1510 (mała, na prawo i poniżej). Zdjęcie w ultrafiolecie z satelity GALEX ukazuje zdeformowane ramiona spiralne

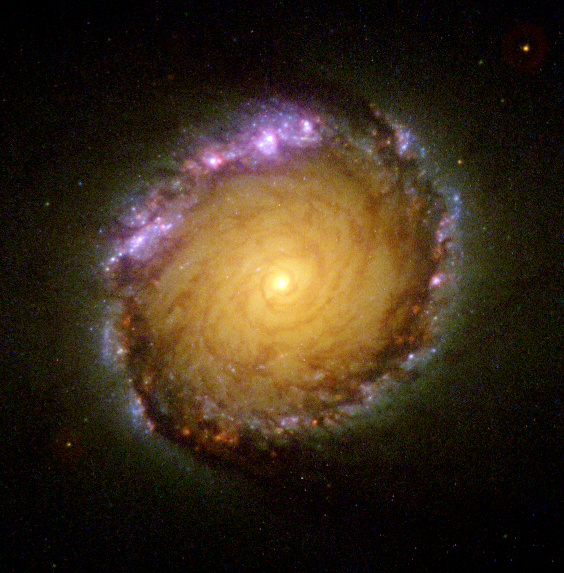
Jądro galaktyki NGC 1512 i otaczający je pierścień wewnętrzny (HST)

Galaktyka posiada dwa pierścienie – pierścień zewnętrzny a także jądrowy pierścień wewnętrzny, które łączy ze sobą poprzeczka.

## Oddziaływanie grawitacyjne z NGC 1510
NGC 1512 oddziałuje grawitacyjnie z sąsiednią, karłowatą galaktyką soczewkowatą NGC 1510 oddaloną o 13,8 kpc (galaktyki łączy także niewielki most gwiezdny) co skutkuje intensywnymi procesami gwiazdotwórczymi na peryferiach dysku galaktyki i zwiększeniem zniekształcenia pływowego w ramionach galaktyki NGC 1512. Interakcja zdaje się zachodzić w północno-zachodnich częściach systemu, z powodu poszerzenia się ramienia, jak i rozproszenia gromad gwiezdnych bogate w gwiazdy emitujące duże ilości promieniowania ultrafioletowego.
Możliwe, że poprzeczka w galaktyce NGC 1512 powstała w wyniku interakcji z galaktyką NGC 1510. Interakcja ta spowodowałaby opadanie gazu w kierunku jądra galaktyki, dostarczając paliwa do ciągłego formowania się gwiazd, oraz wpłynęłaby na ramię spiralne, powodując jego rozszerzenie i rozszczepienie na mniejsze części tak jak i wzmożenie gwiazdotwórczości tych rejonów. Spowodowałoby to również wyrzucenie dużej ilości materii na duże odległości. Materia ta mogłaby zostać grawitacyjnie odseparowana od galaktyki, oraz zaczęłaby tworzyć gęste skupiska gwiazd, również zdolne do tworzenia nowych gwiazd.
Galaktyki obecnie są w procesie łączenia się od 400 milionów lat. Po zakończeniu kolizji, galaktyka NGC 1512 pochłonie swojego sąsiada.